# Eliteserien 2017
La Eliteserien 2017 fu la settantaduesima edizione della Eliteserien, massima serie del campionato norvegese di calcio. Iniziata il 1º aprile e conclusasi il 26 novembre 2017, vide la vittoria finale del Rosenborg, al suo venticinquesimo titolo, il terzo consecutivo. Capocannoniere del torneo fu Nicklas Bendtner (Rosenborg), con 19 reti.

## Stagione

### Novità
Dalla Eliteserien 2016 sono stati retrocessi il Bodø/Glimt e lo Start, mentre dalla 1. divisjon 2016 sono stati promossi il Sandefjord e il Kristiansund.

### Formula
Le 16 squadre partecipanti si affrontano in un girone all'italiana con partite di andata e ritorno per un totale di 30 giornate. La squadra prima classificata viene dichiarata campione di Norvegia ed accede alla UEFA Champions League 2018-2019 partendo dal secondo turno di qualificazione. La seconda e la terza classificata in campionato, assieme alla vincitrice della Coppa di Norvegia 2017, sono ammesse alla UEFA Europa League 2018-2019 partendo dal primo turno di qualificazione. La terzultima classificata affronta la vincente dei play-off di 1. divisjon nello spareggio promozione-retrocessione. Le ultime due classificate retrocedono direttamente in 1. divisjon.

## Squadre partecipanti
| Club            | Stagione | Città        | Stadio                                                  | Stagione 2016            |
| --------------- | -------- | ------------ | ------------------------------------------------------- | ------------------------ |
| Aalesund        | dettagli | Ålesund      | Color Line Stadion                                      | 9º posto in Eliteserien  |
| Brann           | dettagli | Bergen       | Brann Stadion                                           | 2º posto in Eliteserien  |
| Haugesund       | dettagli | Haugesund    | Haugesund Stadion                                       | 4º posto in Eliteserien  |
| Kristiansund BK | dettagli | Kristiansund | Kristiansund Stadion                                    | 1º posto in 1. divisjon  |
| Lillestrøm      | dettagli | Lillestrøm   | Åråsen Stadion                                          | 12º posto in Eliteserien |
| Molde           | dettagli | Molde        | Aker Stadion                                            | 5º posto in Eliteserien  |
| Odd             | dettagli | Skien        | Skagerak Arena                                          | 3º posto in Eliteserien  |
| Rosenborg       | dettagli | Trondheim    | Lerkendal Stadion                                       | Campione di Norvegia     |
| Sandefjord      | dettagli | Sandefjord   | Komplett Arena                                          | 2º posto in 1. divisjon  |
| Sarpsborg 08    | dettagli | Sarpsborg    | Sarpsborg Stadion                                       | 6º posto in Eliteserien  |
| Sogndal         | dettagli | Sogndal      | Fosshaugane Campus                                      | 11º posto in Eliteserien |
| Stabæk          | dettagli | Bærum        | Nadderud Stadion                                        | 14º posto in Eliteserien |
| Strømsgodset    | dettagli | Drammen      | Marienlyst Stadion                                      | 7º posto in Eliteserien  |
| Tromsø          | dettagli | Tromsø       | Alfheim Stadion                                         | 13º posto in Eliteserien |
| Vålerenga       | dettagli | Oslo         | Ullevaal Stadion Intility Arena (dal 10 settembre 2017) | 10º posto in Eliteserien |
| Viking          | dettagli | Stavanger    | Viking Stadion                                          | 8º posto in Eliteserien  |

## Classifica finale
|  | Pos. | Squadra         | Pt | G  | V  | N  | P  | GF | GS | DR  |
|  | ---- | --------------- | -- | -- | -- | -- | -- | -- | -- | --- |
|  | 1.   | Rosenborg       | 61 | 30 | 18 | 7  | 5  | 57 | 20 | +37 |
|  | 2.   | Molde           | 54 | 30 | 16 | 6  | 8  | 50 | 35 | +15 |
|  | 3.   | Sarpsborg 08    | 51 | 30 | 13 | 12 | 5  | 50 | 36 | +14 |
|  | 4.   | Strømsgodset    | 50 | 30 | 14 | 8  | 8  | 45 | 37 | +8  |
|  | 5.   | Brann           | 47 | 30 | 13 | 8  | 9  | 51 | 36 | +15 |
|  | 6.   | Odd             | 42 | 30 | 12 | 6  | 12 | 27 | 39 | -12 |
|  | 7.   | Kristiansund BK | 40 | 30 | 10 | 10 | 10 | 44 | 46 | -2  |
|  | 8.   | Vålerenga       | 39 | 30 | 11 | 6  | 13 | 48 | 46 | +2  |
|  | 9.   | Stabæk          | 39 | 30 | 10 | 9  | 11 | 46 | 50 | -4  |
|  | 10.  | Haugesund       | 39 | 30 | 11 | 6  | 13 | 35 | 39 | -4  |
|  | 11.  | Tromsø          | 38 | 30 | 10 | 8  | 12 | 42 | 49 | -7  |
|  | 12.  | Lillestrøm      | 37 | 30 | 10 | 7  | 13 | 40 | 43 | -3  |
|  | 13.  | Sandefjord      | 36 | 30 | 11 | 3  | 16 | 38 | 51 | -13 |
|  | 14.  | Sogndal         | 32 | 30 | 8  | 8  | 14 | 38 | 48 | -10 |
|  | 15.  | Aalesund        | 32 | 30 | 8  | 8  | 14 | 38 | 50 | -12 |
|  | 16.  | Viking          | 24 | 30 | 6  | 6  | 18 | 33 | 57 | -24 |

Legenda:
      Campione di Norvegia e ammessa alla UEFA Champions League 2018-2019
      Ammesse alla UEFA Europa League 2018-2019
 Ammesso allo spareggio retrocessione-promozione
      Retrocesse in 1. divisjon 2018
Note:
Tre punti a vittoria, uno a pareggio, zero a sconfitta.
La classifica viene stilata secondo i seguenti criteri:
- Punti conquistati
- Differenza reti generale
- Reti totali realizzate
- Punti conquistati negli scontri diretti
- Differenza reti negli scontri diretti
- Reti realizzate in trasferta negli scontri diretti (solo tra due squadre)
- Reti realizzate negli scontri diretti
- Spareggio (solo per decidere la squadra campione, l'ammissione agli spareggi e le retrocessioni)

## Risultati
|              | Aal  | Bra  | Hau  | Kri  | Lil  | Mol  | Odd  | Ros  | San  | Sar  | Sog  | Stb  | Str  | Tro  | Vik  | Vål  |
| ------------ | ---- | ---- | ---- | ---- | ---- | ---- | ---- | ---- | ---- | ---- | ---- | ---- | ---- | ---- | ---- | ---- |
| Aalesund     | –––– | 3-3  | 0-1  | 1-1  | 3-1  | 0-3  | 5-1  | 2-1  | 2-0  | 1-3  | 0-1  | 1-1  | 4-3  | 3-1  | 1-1  | 0-1  |
| Brann        | 1-1  | –––– | 3-1  | 0-4  | 2-0  | 4-1  | 2-0  | 0-3  | 5-0  | 0-1  | 2-1  | 5-0  | 3-0  | 2-2  | 1-1  | 0-0  |
| Haugesund    | 2-0  | 2-3  | –––– | 2-3  | 1-1  | 0-0  | 0-2  | 1-0  | 2-0  | 0-0  | 0-0  | 2-2  | 1-3  | 2-0  | 2-1  | 4-3  |
| Kristiansund | 1-1  | 1-0  | 3-2  | –––– | 1-1  | 0-1  | 2-2  | 3-3  | 3-2  | 2-2  | 1-1  | 1-0  | 2-0  | 4-1  | 0-2  | 1-1  |
| Lillestrøm   | 4-0  | 0-2  | 0-2  | 0-0  | –––– | 0-1  | 0-1  | 0-3  | 2-1  | 1-2  | 1-0  | 2-2  | 2-0  | 4-1  | 1-0  | 2-1  |
| Molde        | 0-1  | 1-0  | 1-0  | 0-1  | 2-1  | –––– | 2-1  | 1-2  | 3-1  | 2-2  | 1-2  | 3-1  | 0-0  | 3-0  | 3-2  | 4-0  |
| Odd          | 3-2  | 0-0  | 1-0  | 2-0  | 1-0  | 1-2  | –––– | 1-0  | 1-0  | 0-0  | 2-1  | 0-5  | 2-0  | 1-0  | 0-2  | 2-1  |
| Rosenborg    | 0-0  | 2-1  | 0-1  | 4-1  | 1-1  | 2-1  | 3-0  | –––– | 5-1  | 1-1  | 3-0  | 0-0  | 3-1  | 1-2  | 2-0  | 3-0  |
| Sandefjord   | 2-0  | 0-1  | 2-0  | 2-0  | 1-3  | 3-3  | 0-0  | 0-3  | –––– | 1-0  | 2-1  | 1-2  | 1-2  | 3-0  | 3-1  | 2-0  |
| Sarpsborg 08 | 1-0  | 1-1  | 2-1  | 5-1  | 3-3  | 1-0  | 2-1  | 1-2  | 5-0  | –––– | 3-1  | 2-2  | 0-0  | 1-1  | 3-0  | 2-0  |
| Sogndal      | 1-0  | 2-3  | 0-1  | 2-0  | 0-1  | 2-2  | 0-0  | 0-3  | 3-2  | 3-3  | –––– | 4-1  | 1-1  | 0-2  | 4-0  | 5-2  |
| Stabæk       | 3-1  | 2-0  | 0-3  | 1-4  | 2-4  | 3-2  | 2-0  | 0-0  | 1-3  | 3-0  | 1-1  | –––– | 0-2  | 1-2  | 1-1  | 4-2  |
| Strømsgodset | 1-1  | 2-1  | 3-1  | 4-2  | 3-1  | 1-1  | 1-0  | 0-2  | 1-0  | 1-1  | 4-1  | 1-2  | –––– | 2-1  | 4-2  | 2-0  |
| Tromsø       | 3-2  | 1-1  | 2-0  | 1-1  | 2-1  | 1-2  | 2-2  | 0-3  | 1-1  | 5-0  | 3-0  | 0-3  | 1-1  | –––– | 3-0  | 2-4  |
| Viking       | 1-2  | 2-4  | 1-1  | 2-1  | 2-2  | 2-3  | 3-0  | 0-1  | 0-2  | 2-1  | 1-1  | 2-0  | 0-1  | 1-2  | –––– | 1-7  |
| Vålerenga    | 5-1  | 2-1  | 3-0  | 1-0  | 3-1  | 1-2  | 2-0  | 1-1  | 1-2  | 1-2  | 3-0  | 1-1  | 1-1  | 0-0  | 1-0  | –––– |

## Spareggio promozione/retrocessione
Allo spareggio vennero ammessi il Sogndal, quattordicesimo classificato in Eliteserien, e il Ranheim, vincitore dei play-off di 1. divisjon. Il Ranheim vinse gli spareggi dopo i tiri di rigore e venne promosso in Eliteserien, con la conseguente retrocessione del Sogndal in 1. divisjon.
|         | Risultati              |         | Luogo e data              |
| ------- | ---------------------- | ------- | ------------------------- |
| Sogndal | 1 - 0                  | Ranheim | Sogndal, 29 novembre 2017 |
| Ranheim | 1 - 0 (dts) (rig: 5-4) | Sogndal | Ranheim, 2 dicembre 2017  |
|         |                        |         |                           |

## Statistiche

### Classifica marcatori
| Gol |  |  | Giocatore             | Squadra         |
| --- |  |  | --------------------- | --------------- |
| 19  |  |  | Nicklas Bendtner      | Rosenborg       |
| 17  |  |  | Ohi Omoijuanfo        | Stabæk          |
| 16  |  |  | Mustafa Abdellaoue    | Aalesund        |
| 16  |  |  | Björn Sigurðarson     | Molde           |
| 12  |  |  | Patrick Mortensen     | Sarpsborg 08    |
| 11  |  |  | Eirik Ulland Andersen | Strømsgodset    |
| 11  |  |  | Thomas Lehne Olsen    | Tromsø          |
| 10  |  |  | Bassel Jradi          | Strømsgodset    |
| 10  |  |  | Flamur Kastrati       | Sandefjord      |
| 10  |  |  | Benjamin Stokke       | Kristiansund BK |
| 9   |  |  | Milan Jevtović        | Rosenborg       |
| 9   |  |  | Jean Alassane Mendy   | Kristiansund BK |
| 9   |  |  | Marcus Pedersen       | Strømsgodset    |